# Metawithius
Genre
Synonymes
- Hyperwithius Beier, 1951

Metawithius est un genre de pseudoscorpions de la famille des Withiidae.

## Distribution
Les espèces de ce genre se rencontrent en Asie du Sud-Est, en Asie du Sud et en Chine,.

## Liste des espèces
Selon Pseudoscorpions of the World (version 3.0) :
- Metawithius murrayi (Pocock, 1900)
- Metawithius philippinus Beier, 1937
- Metawithius spiniventer Redikorzev, 1938

et décrite ou placées depuis :
- Metawithius annamensis (Redikorzev, 1938)
- Metawithius dawydoffi (Beier, 1951)
- Metawithius keralensis Johnson, Mathew, Sebastian & Joseph, 2019
- Metawithius nepalensis (Beier, 1974)
- Metawithius tonkinensis (Beier, 1951)

Le genre Hyperwithius a été placé en synonymie avec Metawithius par Harvey en 2015.
Le sous-genre Microwithius a été élevé au rang de genre par Harvey en 2015 contenant les espèces Metawithius bulli, Metawithius chamundiensis, Metawithius indicus et Metawithius yurii.
Metawithius tweediei a été placée dans le genre Withius par Harvey en 2015.
Metawithius parvus a été placée dans le genre Verrucachernes par Romero-Ortiz et Harvey en 2019.

## Publication originale
- Chamberlin, 1931 : A synoptic revision of the generic classification of the chelonethid family Cheliferidae Simon (Arachnida). Canadian Entomologist, vol. 63, p. 289-294.